# Uniwersytet Śląski

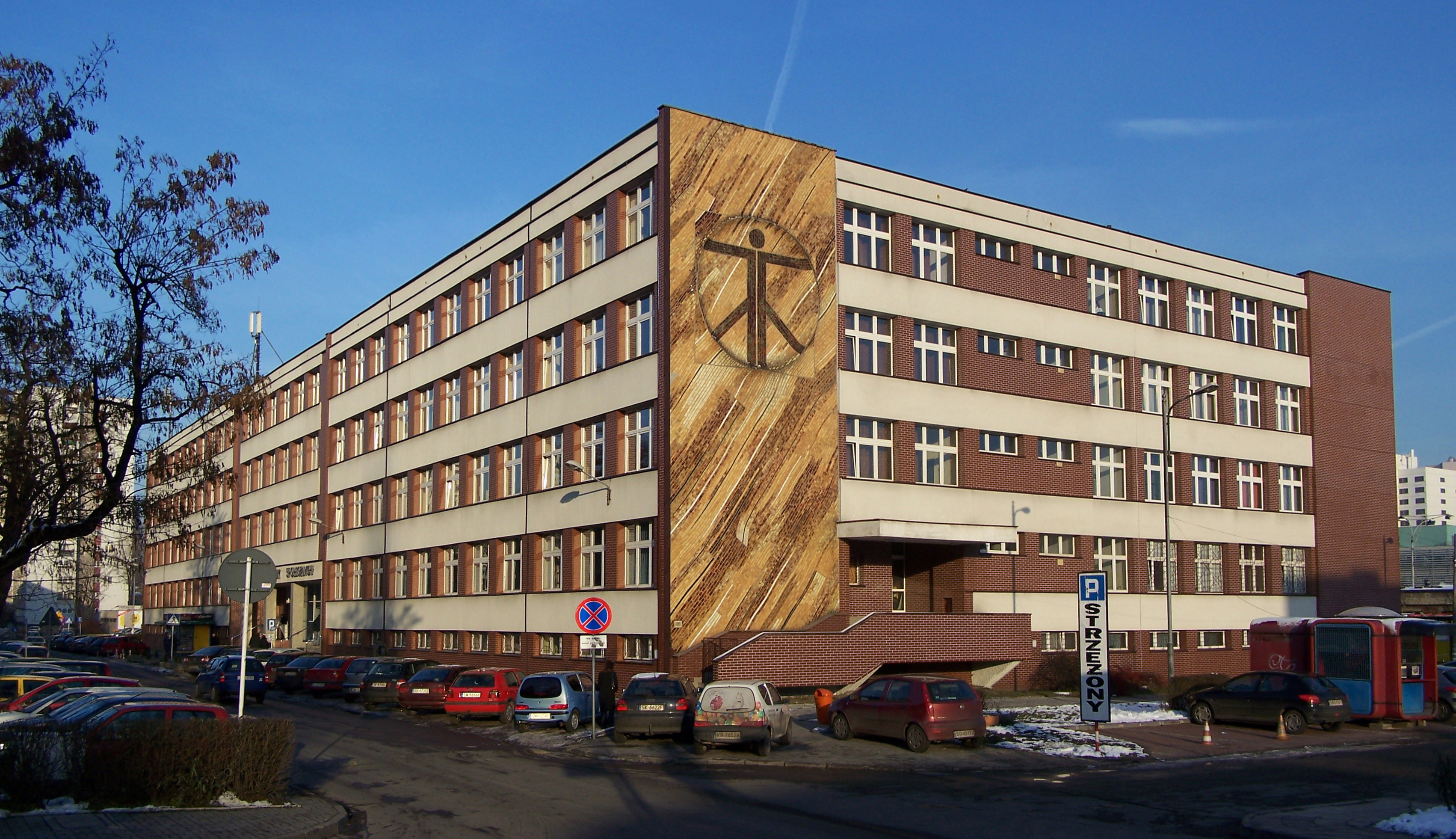
Fakulta sociálních věd univerzity v Katowicích

Uniwersytet Śląski w Katowicach (česky Slezská univerzita v Katovicích) je významná polská vysoká škola sídlící v Katovicích, jedna z nejdůležitějších polských univerzit. Uniwersytet Śląski w Katowicach tvoří 12 fakult a nabízí 34 studijních oborů. Celkem zde studuje přes 45 tisíc studentů. Tato univerzita byla založena roku 1968 a je devátou nejstarší univerzitou v Polsku.
Studentská právní poradna Fakulty právní a správní Slezské univerzity patří k nejaktivnějším i nejlepšim v Polsku; například ve školním roce 2005/06 poskytla nejvíce právních rad ze všech právních klinik v zemi.